# 嘉川インターチェンジ
嘉川インターチェンジ（かがわインターチェンジ）は、山口県山口市佐山の国道2号（小郡道路）及び山口宇部道路のインターチェンジである。両道路を接続するジャンクションの機能も兼ねる。

## 概要
山口市佐山（旧吉敷郡佐山村）と山口市江崎（旧吉敷郡嘉川村）にまたがる位置に設けられている。IC名は地区名（旧村名）にちなむものだが、大字名としての「山口市嘉川」からは約2km離れている。
小郡道路・山口宇部道路両方に立体交差するダブルトランペット型となっている。山口宇部道路開通当初は料金所から本線に直通する構造となっていたが、朝田方面への延伸の着工が決定した後に山口宇部道路へのアクセスもトランペット型となると共に、料金収受が阿知須IC付近の本線料金所（嘉川・由良料金所）に集約化されたことに伴い料金所が廃止されている。
かつては山口宇部道路オンランプ（本線時代は下り線側）に嘉川パーキングエリア（嘉川PA）が併設されており、開通当初は売店が存在したが、後に嘉川IC併設の駐車場とトイレの扱いとなり、嘉川IC以北開通前の2011年7月20日に閉鎖された。

## 接続する道路
- 国道2号（国道9号重複）小郡道路
  - すぐ近くの山口市今坂交差点にて山口県道335号江崎陶線と接続。
  - その他、嘉川IC東側の山口市道から山口宇部道路のオンランプに直結している。

## 隣
E2 小郡道路
原条IC - 嘉川IC
E2 山口宇部道路
長谷IC - 嘉川IC - 由良IC